# Not Going Away
Not Going Away est le second single réalisé à partir de l'album Black Rain d'Ozzy Osbourne. Cette chanson parle de ce que veut accomplir Ozzy Osbourne jusqu'à ce qu'il n'en soit plus capable physiquement et dit à tous les sceptiques qu'il ne va pas disparaître.
Comme « I Don't Wanna Stop » la vidéo sera faite par un fan. Toutefois on n'en connaît toujours pas le gagnant.
Cette chanson a été jouée lors des Scream awards 2007.

## Titres

### Version Radio
1. Not Going Away

### Version Digital
1. Not Going Away
2. Love to Hate